# Muriel Pavlow
Muriel Pavlow, née le 27 juin 1921 à Lewisham (Kent) au Royaume-Uni et morte le 19 janvier 2019 à Londres, est une actrice anglaise.

## Biographie
Muriel Pavlow est la fille d'une mère française et d'un père russe.
Pavlow a commencé à travailler comme actrice auprès de John Gielgud et du Shakespeare Memorial Theatre à Stratford-upon-Avon.
En décembre 1937, à seize ans, elle joue le rôle de Gretel dans la production de BBC Television Hansel et Gretel.
Pendant la seconde guerre mondiale, elle est à l'Entertainments National Service Association (en) et passe de la scène à l'écran.
Les rôles de Pavlow incluent Maria, la jeune femme maltaise, dans Tonnerre sur Malte (1953) [5], avec Alec Guinness ; Joy, la petite amie de Simon Sparrow, dans Toubib or not Toubib (1954) ; Thelma Bader, l'épouse du pilote de chasse Douglas Bader (joué par Kenneth More) dans Vainqueur du ciel (1956) ; et la fille d'un curmudgeon irascible (joué par un de ses collègues docteurs à la Chambre, James Robertson Justice) dans Le Train de 16 h 50 (1961).
Elle a fait de nombreuses apparitions à la télévision au cours des 45 années suivantes, notamment dans le rôle de la reine Victoria dans The Ravelled Thread (1980). Elle est apparue dans la trilogie politique originale de La Chambre des cartes ("The Final Cut", 1995) faisant pression sur le Premier ministre en tant que militant pour Age Concern, le feuilleton Belonging (2004), mettant en vedette Brenda Blethyn. Elle a également été interviewée pour la série documentaire sur BBC Two, British Film Forever. En 2007, elle a joué dans la pièce audio Sapphire and Steel: Cruel Immortality et a fait une apparition dans le film 1939 en 2009.

## Filmographie

### Télévision
- 1937 : Hansel and Gretel (téléfilm) : Gretel
- 1947 : Hamlet (téléfilm) : Ophelia
- 1972 : Emmerdale Farm (série télévisée) : Janet Thompson (épisodes inconnus, 1977)
- 1985 : The Last Evensong
- 1987 : Sunday Premiere: Claws (série télévisée) : Miss Dewhurst
- 1992 : Memento Mori (téléfilm) : Grannie Valvona
- 1994 : The Rector's Wife (téléfilm) : Miss Dunstable
- 1995 : Oliver's Travels (série télévisée) : Librarian
- 1995 : The Final Cut (téléfilm) : Age Concern Lady
- 1995 : Daisies in December (téléfilm) : Miss Dean
- 1996 : Hercule Poirot (série télévisée, saison 6, épisode 4 : Témoin muet) : Julia Tripp
- 2001 : Larry et Balki (Perfect Strangers) (série télévisée) : Violet
- 2004 : Belonging (téléfilm) : Dorothy

### Cinéma
- 1934 : Sing As We Go
- 1937 : A Romance in Flanders
- 1941 : Quiet Wedding : Miranda

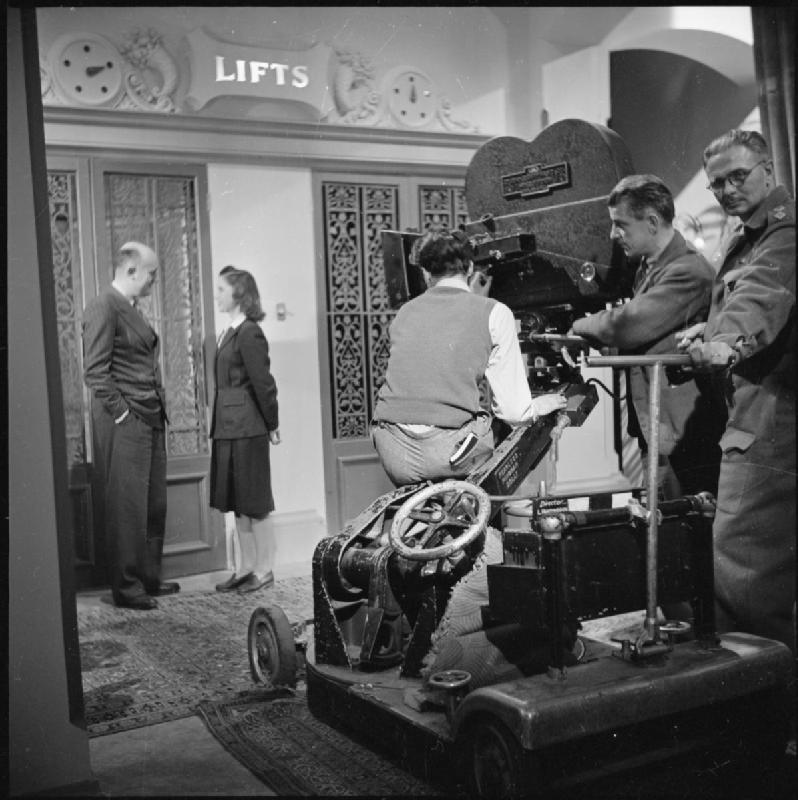
Muriel Pavlow sur le tournage de Service secret contre bombe atomique (Night Boat to Dublin) en 1945.

- 1946 : Service secret contre bombe atomique (Night Boat to Dublin) : Marion Decker
- 1947 : The Shop at Sly Corner : Margaret Heiss
- 1952 : It Started in Paradise : Alison
- 1953 : The Net : Caroline Cartier
- 1953 : Tonnerre sur Malte (Malta Story) : Maria Gonzar
- 1954 : Toubib or not Toubib (Doctor in the House) : Joy
- 1954 : Conflict of Wings : Sally
- 1955 : Simon and Laura : Janet Honeyman
- 1956 : Reach for the Sky : Thelma Bader
- 1956 : Eyewitness : Lucy
- 1956 : Tiger in the Smoke : Meg Elgin
- 1957 : Toubib en liberté (Doctor at Large) : Joy
- 1958 : Rooney de George Pollock : Maire Hogan
- 1959 : La Lorelei brune (Whirlpool) de Lewis Allen : Dina
- 1961 : Le Train de 16 h 50 (Murder She Said) : Emma Ackenthorpe